# Волхвы

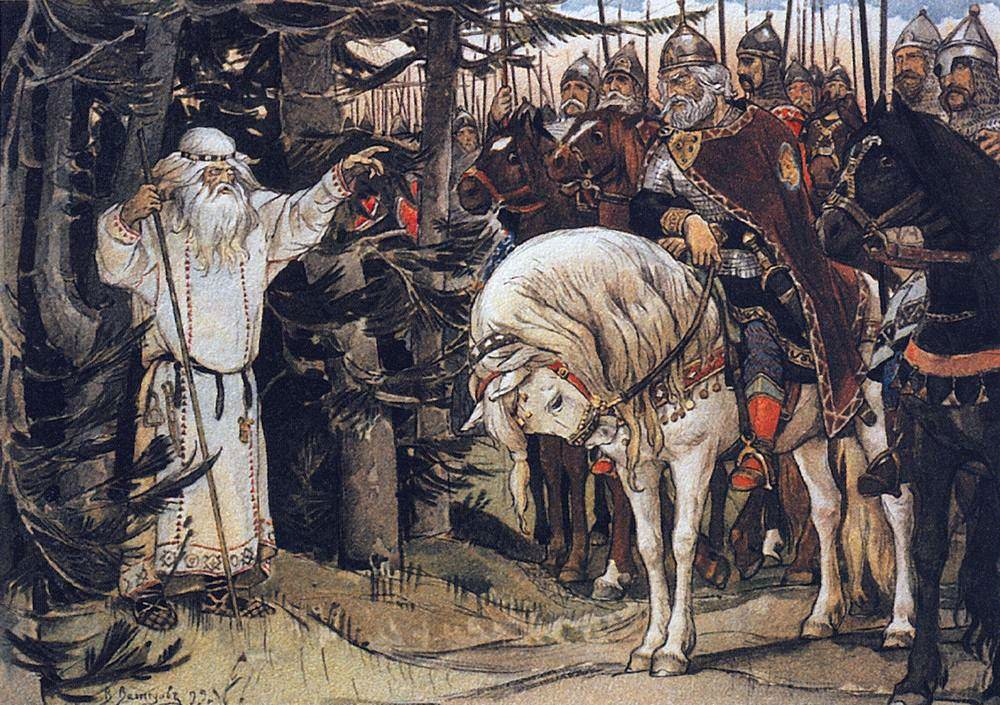
Встреча князя Олега с кудесником (волхвом). В. М. Васнецов, 1899

Волхвы́ (др.-рус. вълхвъ «кудесник, волшебник, гадатель») — в древнерусской традиции служители дохристианских языческих культов (языческие жрецы), звездочёты, чародеи и предсказатели, осуществлявшие богослужения и жертвоприношения, которым приписывались умения заклинать стихии и прорицать будущее.
Жрецы и волхвы рассматриваются исследователями как разные категории славянского языческого духовенства; последние могут связываться только с восточным славянством.

## Этимология
Слово волхв родственно ст.‑слав. влъснѫти «говорить сбивчиво, неясно; бормотать», из чего следует, что волхвы выполняли роль прорицателей и лекарей, главным средством магической практики которых было слово. От волхв происходят слова волшба, волшебство, волхование — «колдовство».
По мнению лингвистов В. В. Иванова и В. Н. Топорова, слово волхв родственно словам волосы, волосатый, волхатый, что, видимо, связано с ношением длинных волос, нестриженностью. В финском языке velho также обозначает колдуна и чародея. Ранее считалось, что слово «волхв» пришло в русский язык от прибалтийско-финского племени чудь (völho).
Александр Гейштор ограничивает это слово Русью, поскольку других индоевропейских эквивалентов нет; по его мнению, это скорее финское заимствование, дошедшее, по-видимому, и до Померании, поскольку словинцам было известно слово *vołchvjanie, wołchwianie, означающее «волшебство».
В Древней Руси волхва могли называть врачом, что означало «заговаривающий, волшебник», «заклинатель, колдун». Слово врач в болгарском языке до сих пор означает знахарь, колдун; в сербохорватском — чародей, колдун, волхв, знахарь; а слово врачити — ворожить, гадать, предсказывать, лечить (знахарством).

## Описание и функции
В славянском языческом обществе волхвы выделились как особая группа, связанная с проведением религиозных обрядов, предсказаниями и гаданиями. Волхвование — синоним колдовства, предсказания; волхв считался пророком, шаманом, целителем и составителем снадобий. В Древней Руси понятия «волхв», «врач», «лечец», «балий», «зелейник» и «чародей» фактически являлись синонимами. Предполагается, что волхвы составляли особый социальный слой.
По мнению Александра Гейштора, этимология предполагает, что функцией жрецов было знать молитвы и гимны и способы их исполнения, а функцией волхвов — совершать магические действия. Анджей Шиевский говорит о них как о жрецах и волхвах как об отдельных категориях славянского духовенства. Он считает, что волхвы были связаны с шаманскими практиками. Исследователь предполагает, что волхвы пользовались большим уважением в народе, хотя и не имели такого влияния на власть, как жрецы. Ежи Стшельчик трактует волхвов как принадлежащих к восточному славянству.
Археолог В. В. Седов считал, что вождь (князь) у древних славян совмещал административные, военные и религиозные функции.

## В устных и письменных источниках
Согласно «Повести временных лет» (начало XII века), князь Олег до похода на греков спросил «волхвов и кудесников», отчего он умрет, и один из них ответил: от любимого коня. Олег зарёкся садиться на коня и лишь на пятый год после похода вспомнил о нём. Тогда князь узнал, что конь умер, и сказал: «То ти неправо глаголють волсьви… конь умерлъ есть, а я живъ». Он нашёл череп коня и попрал его ногой. Из черепа вышла змея, ужалила князя в ногу, и тот умер. Этот сюжет связывается с традиционным мотивом заклятия, в частности, его ближайшей литературной параллелью является сюжет смерти Орвара-Одда в исландской «Саге об Одде Стреле». Своим невниманием герой оскорбляет провидицу, которая произносит заклятие в отмщение. В работах исследователей летописные волхвы и атрибуты волхования — конский череп и змея, принесшие смерть Олегу, связываются с культом бога Волоса-Велеса. Летописный рассказ о смерти Олега завершается глоссой, посвящённой волхованию, благодаря которой Олег лишается сакрального статуса провидца, присвоенного ему язычниками «невегласами», а волхвы также оказываются не провидцами, а чародеями, погубившими князя.
О существовании волхвов и после крещения Руси свидетельствует ряд летописных фрагментов. В древнерусских памятниках волхвы обличались как лжепророки: считалось, что способностью предсказывать судьбу (смерть Вещего Олега и др.) волхвов наделяли бесы.
После крещения Руси волхвы стали участниками восстаний и поддерживали оппозиционные киевскому князю силы. Волхвы были близки к семье полоцкого князя Брячислава Изяславича, боровшегося против Ярослава Мудрого. Ярослав Мудрый известен подавлением восстания в Ростовской земле во главе с волхвами в 1024 году. Также, по преданию, он разрушил капище Волоса на месте будущего Ярославля (около 1010).

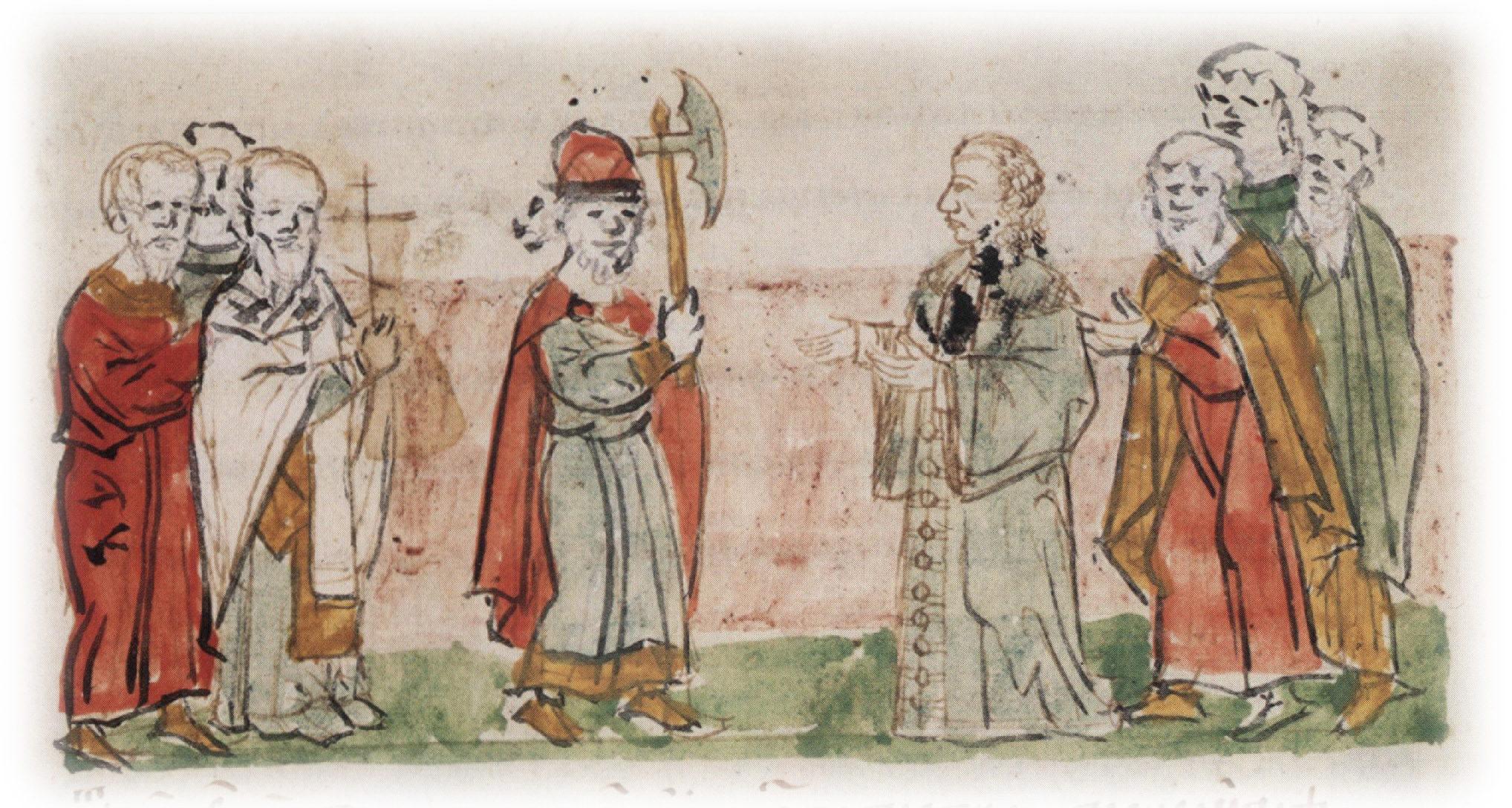
Князь Глеб Святославович убивает волхва. Миниатюра из Радзивиловской летописи, XV век

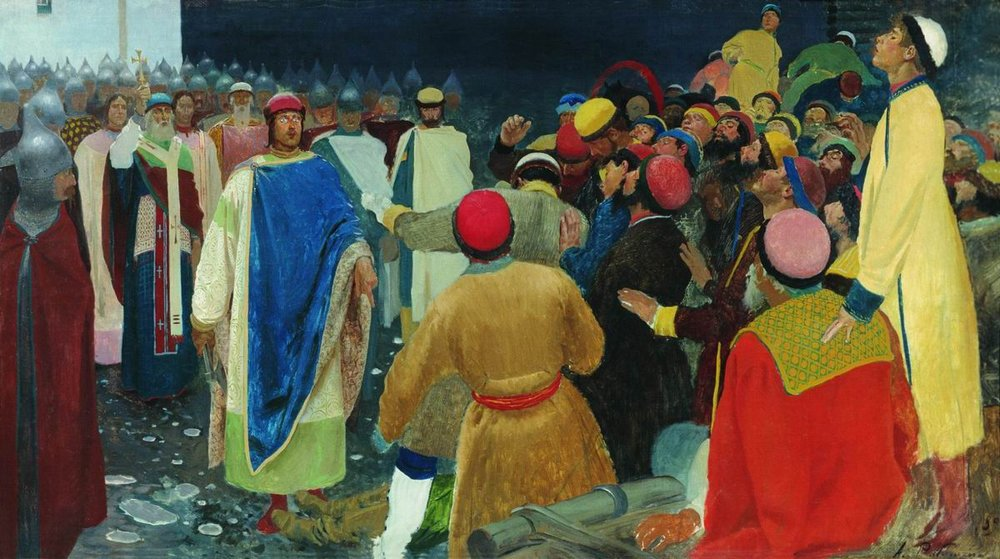
Князь Глеб Святославович убивает волхва на Новгородском вече (Княжий суд), А. П. Рябушкин, 1898

Сын Брячислава, Всеслав Полоцкий, был рожден «от волхования», носил на шее «рубашку» (пелену), в которой родился, из-за чего, по словам летописца, он был «немилостив на кровопролитие». «Слово о полку Игореве» приписывает князю умения волхвов: оборотничество, гадание и наваждение. Одновременно с неудачной борьбой Всеслава за Новгород и Киев по Руси прокатывается ряд выступлений во главе с волхвами (около 1071): восстание в Новгороде (подавлено князем Глебом), в Ростовской земле и Белоозере (подавлено Яном Вышатичем); волхв объявился и в Киеве, но бесследно исчез в одну из ночей.

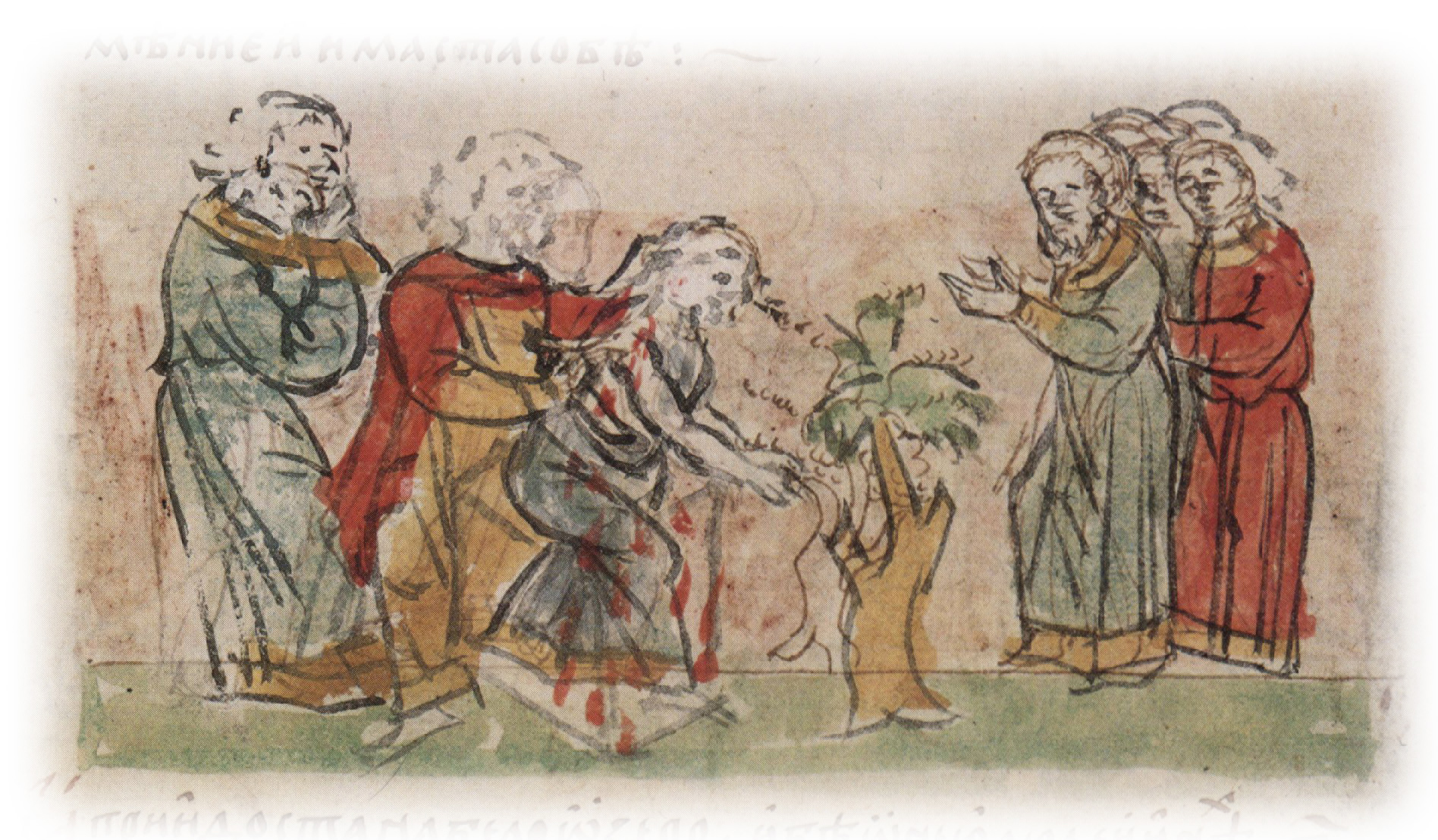
Расправа волхвов-ярославцев с женщинами, «прятавшими» съестные припасы. Миниатюра из Радзивиловской летописи, XV век

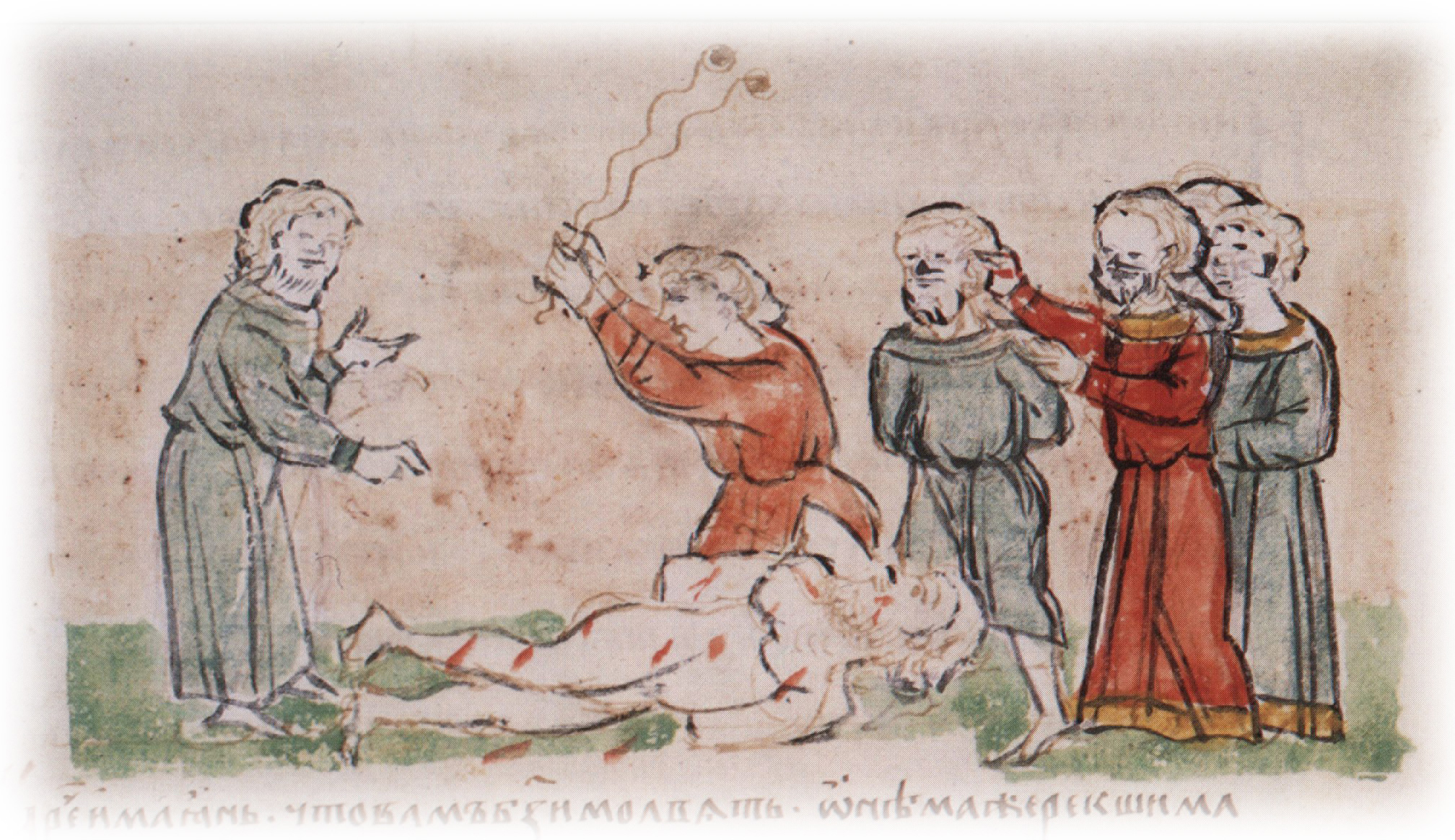
Наказание волхвов по приказу Яна Вышатича. Миниатюра из Радзивиловской летописи, XV век

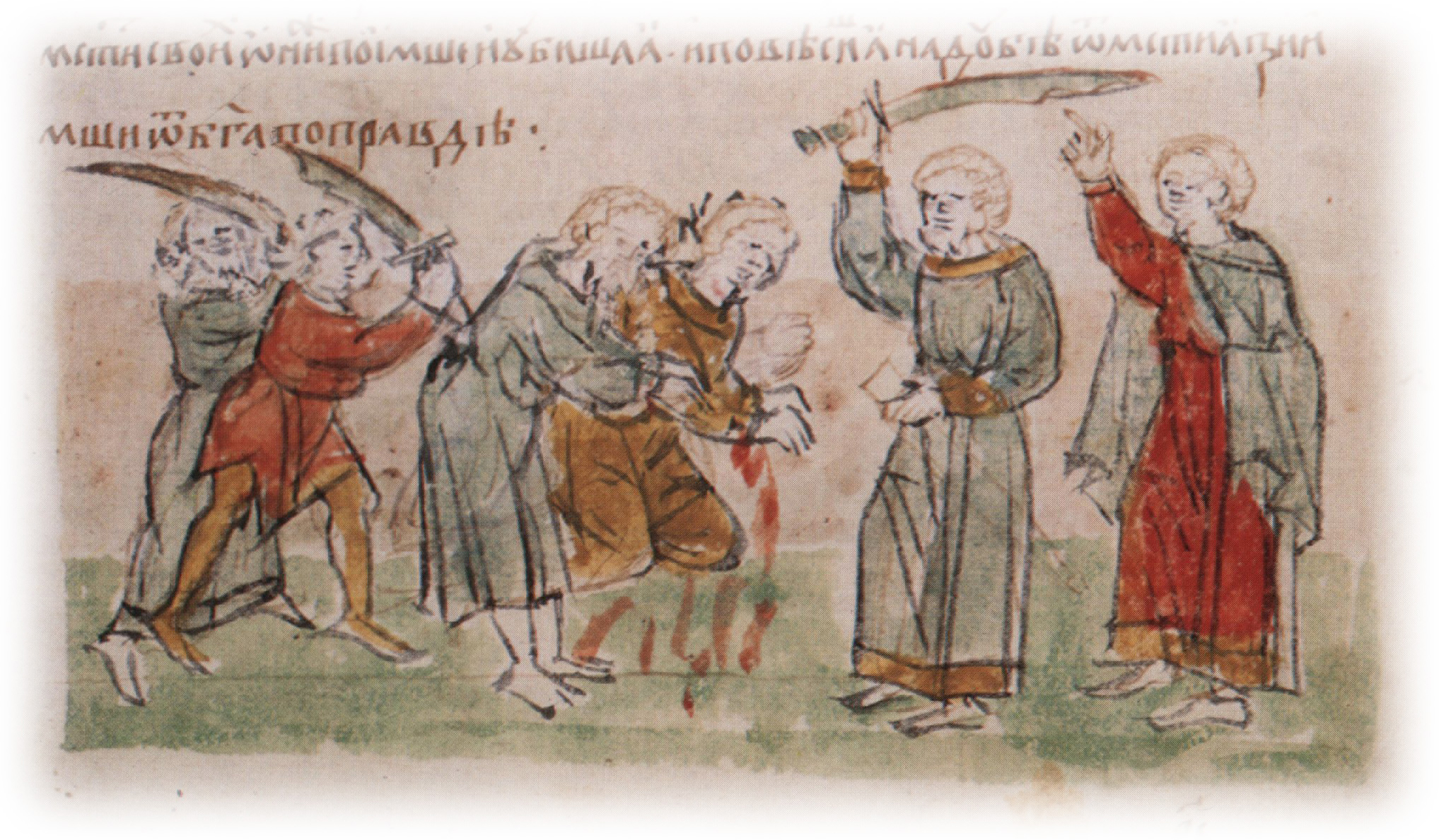
Расправа населения с волхвами по приказанию Яна Вышатича. Миниатюра из Радзивиловской летописи, XV век

«Повесть временных лет» описывает деяния волхвов в Ростовской земле и Белоозере во время голода и восстания 1071 года. Волхвы обвинили в голоде «лучших жён» (знатных женщин), которые якобы прятали припасы, и магическим способом доставали из тел этих женщин «жито, либо рыбу, либо белку». Расправляясь с «лучшими женами», волхвы погубили много народу, тогда они были схвачены воеводой Яном Вышатичем. Во время допроса волхвы рассказали Яну о творении человека из ветоши, которой Бог утирался в бане. Человек был сотворён дьяволом, а Бог вложил в него душу, поэтому после смерти тело человека идёт в землю, а душа уходит на небо. Ян спросил, какому богу поклоняются волхвы, те ответили — антихристу, что сидит в бездне. В этом рассказе исследователи видят влияние богомилов, болгарской дуалистической ереси, согласно которой материальный мир сотворён не Богом, а сатаной. Ян пригрозил волхвам муками на этом свете и на том, те отвечали, что им поведали боги, будто воевода не может ничего им сделать. Ян обличил лживость их богов, велев пытать волхвов, а затем повесить их на дубе. Тела волхвов были растерзаны медведем.
В Ипатьевском списке «Повести временных лет» под 1071 годом рассказано о явлении некого волхва в Киеве. Он пророчествовал от имени пяти богов (предположительно, пяти планет, ср. в славянском переводе Хроники Иоанна Малалы), что через пять лет Днепр потечёт вспять, а земля Русская «переступит» на землю Греческую («стати Гречьскы земли на Руской, а Русьскѣй на Гречьской»).
В «Повести временных лет» описывается также «волхование» кудесника-шамана, которое наблюдал некий новгородец, побывавший у племён чуди. Кудесник стал созывать бесов в свою «храмину», упал и оцепенел (впал в транс), но бесы побоялись явиться в «храмину», потому что на новгородце был крест (ср. позднейшие народные обычаи при гаданиях, произнесении заговоров и др. снимать с шеи крест).
В берестяных грамотах слово «волхвъ» (в древненовгородской диалектной форме — с основой волохв-) впервые встречается в грамоте № 1063, найденной в Новгороде в слоях конца XII века (предположительно 1160-е — 1190-е годы) в 2014 году.
Волхвы упоминаются в XIII—XIV веках в Новгороде и Пскове. Позже под этим названием в России понимались разного рода народные знахари, еретики, чернокнижники.
Позднейшая книжная легенда, «Сказание о построении града Ярославля», восходящая к летописной традиции, рассказывает о волхве — жреце идола Волоса в селении Медвежий угол, в котором также имелась оболонь (место для выгона скота) с названием Волосова логовина. У идола горел неугасимый огонь. К огню был приставлен волхв, сам обречённый на сожжение, если огонь погаснет. При первом выгоне скота (у славян — весенний Юрьев день) Волосу приносили в жертву тельца и телицу. Жители Медвежьего угла клялись Волосом в верности князю Ярославу Владимировичу (Мудрому), но при прибытии князя выпустили на него «лютого зверя» — медведя. Ярослав сразил зверя секирой (ср. медведя с секирой в гербе Ярославля) и возвёл на том месте церковь Ильи Пророка. Эта книжная легенда повлияла на историографические построения, в которых языческие волхвы специально связываются с культом Волоса, его зооморфными атрибутами (медведь, шерсть — волосатость) и др.
Поздние средневековые источники (Стоглав 1551 года и др.) продолжают обвинять в бесовских действиях волхвов и кудесников, под которыми подразумеваются уже чернокнижники, творящие «чудеса», гадающие по звёздам и «отреченным книгам» («Волховник» и др.) и предсказывающие будущее. Согласно Стоглаву, 

…волхвы и чародейники от бесовских научений пособие им творят; кудесы бьют в аристотелевы врата и в рафли смотрят и по звездам и по планитам гадают и смотрят дней и часов.
Реже волхвами и кудесниками именовались врачи-иностранцы. Так, Псковская летопись (1570) называет врача Елисея Бромелия «лютый волхв» и утверждает, что он был подослан немцами к Ивану Грозному и «на русских людей возложил царю свирепство, а к немцам на любовь преложи».
В книжных легендах (Мазуринский летописец, последняя четверть XVII века) название реки Волхов связывается с именем старшего сына князя Словена, легендарного основателя Новгорода. Волхов был «бесоугодник и чародей». Он принял образ «лютого зверя» крокодила, поселился на Волхове и пожирал или топил людей. Чародей поставил свой городок на Перыни (урочище на реке Волхов под Новгородом), где стоял идол Перуна, поэтому язычники нарекли Волхва богом — Громом или Перуном. Когда Волхов был «удавлен» бесами, народ с плачем похоронил его под большим курганом. Спустя три дня земля расступилась и поглотила тело крокодила вместе с курганом. Ф. И. Буслаев сопоставлял этого персонажа с эпическим Волхом Всеславичем.
В русском фольклоре волшебными свойствами наделяется былинный Волх (Волхв) Всеславьевич, прототипом которого считается полоцкий князь XI века Всеслав Брячиславич, рождённый «от волхования». Волхвами (волхитами, волшебниками и др.) в русской фольклорной традиции именовались знахари, иногда — колдуны и колдуньи.

## В художественной литературе
- Александр Пушкин, «Песнь о вещем Олеге»